# Banderien
Die Banderien sind eine alte ungarische Truppengattung, die zu den berittenen Abteilungen gehörte.
Die Banderien wurden vom ungarischen Adel gestellt, wobei ein jedes Stammgeschlecht seinem Oberhaupt unter einer eigenen Fahne (lateinisch: banderium) folgte. Die Kriegsverfassung König Sigismunds von 1435 verpflichtete alle Großgrundbesitzer – unter Einschluss der geistlichen – zur Stellung eines Banderiums, das ihrem jeweiligen Besitztum entsprach. Prälaten und Magnaten hatten für jeweils 33 Untertanen einen, also für 100 Untertanen drei, Reiter auszurüsten. Diese Zahl wurde von Ladislaus V. erweitert: Nach einem im Jahre 1454 erlassenen Gesetz mussten für 100 Untertanen nunmehr vier Reiter und zwei Kämpfer zu Fuß gestellt werden.
Wladislaw II. erneuerte 1492 die Banderialverfassung. Für jeweils 20 Untertanen war nunmehr ein berittener Soldat auszurüsten; dies bezog sich allerdings nur auf jene, die nicht als Magnaten ein Banderium zu stellen hatten. Für die Magnaten bestimmte dasselbe Gesetz, dass die übliche Stärke der Banderien 400 Reiter betragen musste, die zur Hälfte Husaren, zur Hälfte schwere Reiter sein sollten. Im Jahre 1498 wurde gesetzlich festgelegt, welche Prälaten und Magnaten zur Aufstellung eines solchen Banderiums verpflichtet waren: 42 weltliche Herren, sowie zwei Erzbischöfe, 11 Bischöfe, 7 Klöster und 7 Kapitel (diese stellten insgesamt 27 kirchliche Banderien). 
Manche Banderien, wie die des Königs und des serbischen Despoten, bestanden aus 1000 Reitern.
Nach der Schlacht von Mohács im Jahre 1526 waren die Banderien fast vernichtet, sie traten im Anschluss in einer Stärke von 10 bis 12 Reitern auf. Seit 1601 mussten deshalb alle Herren, deren Banderien schwächer waren als 50 Reiter, in die Komitatsbanderien eintreten. 
Die Banderialverfassung wurde während der Herrschaft der Türken abgeschafft. Als Banderien wurden jedoch noch im 19. Jahrhundert die berittenen Abgeordneten bezeichnet, die von den Komitaten entsandt wurden.